# سولا فيدي

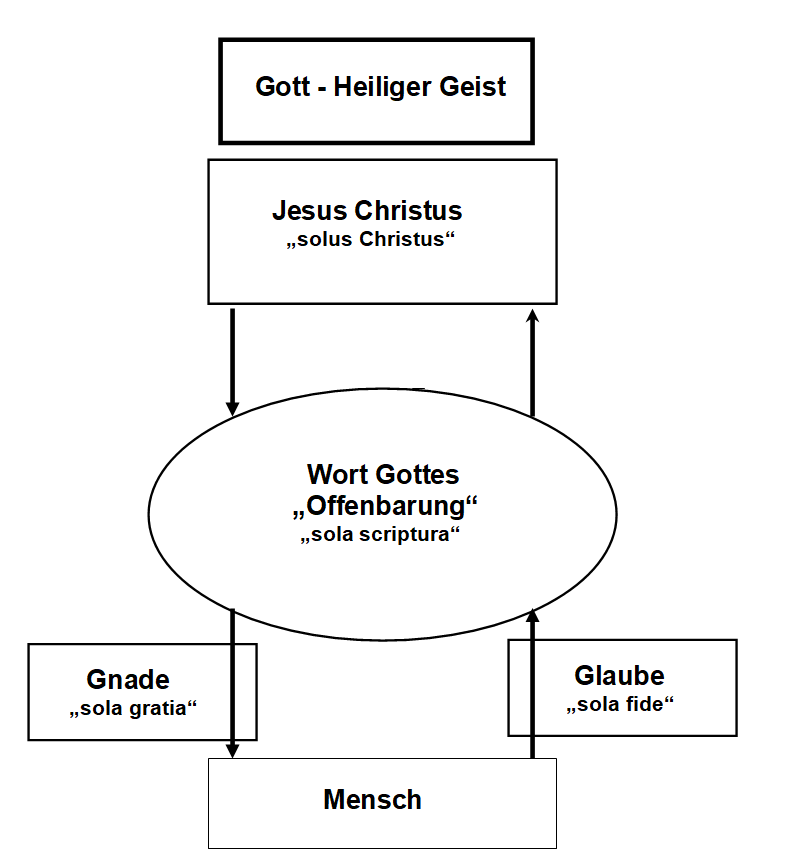
عقيدة التبرير للوثر

سولا فيدي (باللاتينية: Sola fide) وهي تعني «الإيمان فقط»، والمعروف أيضاً بعقيدة التبرير بالإيمان، عقيدة مثيرة للجدل تميز الطوائف البروتستانتية عن الكنيسة الكاثوليكية والأرثوذكسية الشرقية وحركات جديدة في المسيحية.
عقيدة سولا فيدي تشير إلى غفران الله عن خطايا المذنبين الذي يتلقى من خلال الإيمان فقط وبصرف النظر عن جهودهم أو أعمالهم. وفي هذا الرأي، كل البشر ساقط وخاطئ، وتحت لعنة الله، وغير قادر على تخليص نفسه عن غضب الله. ولكن الله يمنح العفو القضائي للخطاة على أساس حياة وموت وإقامة ابنه يسوع المسيح. فيعتبر الإيمان سلبياً، أي قبول المسيح وكل فوائده، التي منها بر يسوع المسيح الإيجابي (حياته كاملة الطاعة) والسلبي (عقابه الاستبدالي على الصليب). ويتم عزو بر المسيح من قبل الله للخاطئ المؤمن، بحيث لا يستند حكم الله بالعفو إلى شيء في الخاطئ، ولا إلى الأيمن ذاته، بل إلى يسوع المسيح وبره فقط، الذي يتم تلقيه بالإيمان فقط.

## جذور العبارة
اعتبر مارتن لوثر سولا فيدي السبب الرئيسي وهتاف الحرب للإصلاح البروتستانتي، وأبرز فرق بين البروتستانتية والكاثوليكية الرومانية. كما قال جون كالفن: «كل من يرغب في الحصول على بر المسيح يجب أن ينبذ خاصته». وحسب كالفن، إنه ليس سوى بحصول الآثم على جدارة ابن الله وبالإيمان به والوحدة به أن يكون عند الآثم أي أمل في غفران وقبول وسلام الله.
في حين أن عبارة سولا فيدي لا تظهر صراحة في الكتاب المقدس (بإستثناء يعقوب 2:24، الذي يبدو أن يناقض العقيدة حسب البعض)، فإنه يقال إن العقيدة موجودة ضمنياً وتلخص تعاليم العهد الجديد، وخاصة رسائل بولس، التي ترفض فكرة التبرير بواسطة طاعة شريعة موسى.

## معنى العقيدة
سولا فيدي لا تعني المعاداة للشريعة، ولا تسمح بالعصيان. بل تعتبر الطاعة للشريعة والأعمال الصالحة ثمار الإيمان الحقيقي.
تعالج التقاليد المسيحية المختلفة مسائل طبيعة ومعنى التبرير بشكل متضارب. ومن بين هذه المسائل:
- هل التبرير حدث فوري أم عملية تدريجية؟
- هل التبرير عمل الله وحده (بالإنجليزية: monergism) أم تآزر الإنسان مع الله (بالإنجليزية: synergism)؟
- هل التبرير دائم أم قابل لفقدانه؟
- ما هي العلاقة بين التبرير والتقديس (العملية التي يتكيف به الإنسان على صورة المسيح ويسلك وفقاً لمشيئة الله)؟

## مواضيع ذات صلة
- مارتن لوثر
- جان كالفن
- الإصلاح البروتستانتي